# گروملو دله آبادسه
گروملو دله آبادسه (به ایتالیایی: Grumolo delle Abbadesse) یک کومونه در ایتالیا است که در استان ویچنزا واقع شده‌است. گروملو دله آبادسه ۱۴ کیلومتر مربع مساحت و ۳٬۳۱۱ نفر جمعیت دارد.